# Wernigerode
Wernigerode är en tysk stad som ligger i Landkreis Harz i förbundslandet Sachsen-Anhalt.
Stadens äldsta urkund är från 17 april 1229 då stadsrättigheterna bekräftades, men dess historia anses vara äldre. Wernigerode omnämns redan första gången 1121 i samband med en grevesläkt som levde där. Dock firade staden sitt 775-årsjubileum 2004 utifrån 1229 års privilegier.

## Historik
Efter att greveätten av Wernigerode dog ut på den manliga linjen 1429 blev Wernigerode säte för greven till Stolberg, som därigenom kom att i flera hundra år härska över staden. Under det tyska bondekriget 1525 blev flera kloster i trakten plundrade och delvis ödelagda, så även klostret Himmelpforten i stadsdelen Hasserode. Plundringar och ödeläggelser genom bränder under Trettioåriga kriget skapade ett stort lidande hos befolkningen i området.
Mellan 1807 och 1813 var Wernigerode en del av det napoleonska kungariket Westfalen, varefter staden blev inlemmad i den preussiska landkretsen Osterwieck i den preussiska provinsen Sachsen. Men greve Henrich zu Stolberg-Wernigerode fick 1825 igenom att Wernigerode skulle vara säte för en egen landkrets inom regeringsdistriktet Magdeburg.
Under medeltiden och framåt hade Wernigerode en stadsmur med porttorn, en del av detta byggnadsverk är bevarat och ger staden sitt ålderdomliga intryck, vid sidan av en välbevarad stadskärna med korsvirkeshus. Rådhuset är från 1498. Gränsen mellan det lutherska och katolska Tyskland går igenom staden, den har kyrkor för bägge trosinriktningarna.

## Ekonomi

### Näringsliv
I Wernigerode tillverkas bland annat brandy, cigarrer och färgämnen.

### Turism
Turismen har alltid varit viktig, under DDR-åren ansågs staden vara en av republikens pärlor, men redan på 1800-talet samlades turister här. Wernigerode är huvudort för den smalspåriga järnvägen Harzer Schmalspurbahnen, bland annat med en linje till Harzbergens högsta bergstopp Brocken på 1 141 meters höjd, enligt tyska folktron känd för att vara den plats där häxorna samlades såsom en motsvarighet till svenskarnas Blåkulla. Wernigerode vetter i norr mot slätten, medan bergstopparna börjar uppstå i söder, där Wernigerodes slott är beläget på en av de första klipporna alldeles intill stadskärnan.

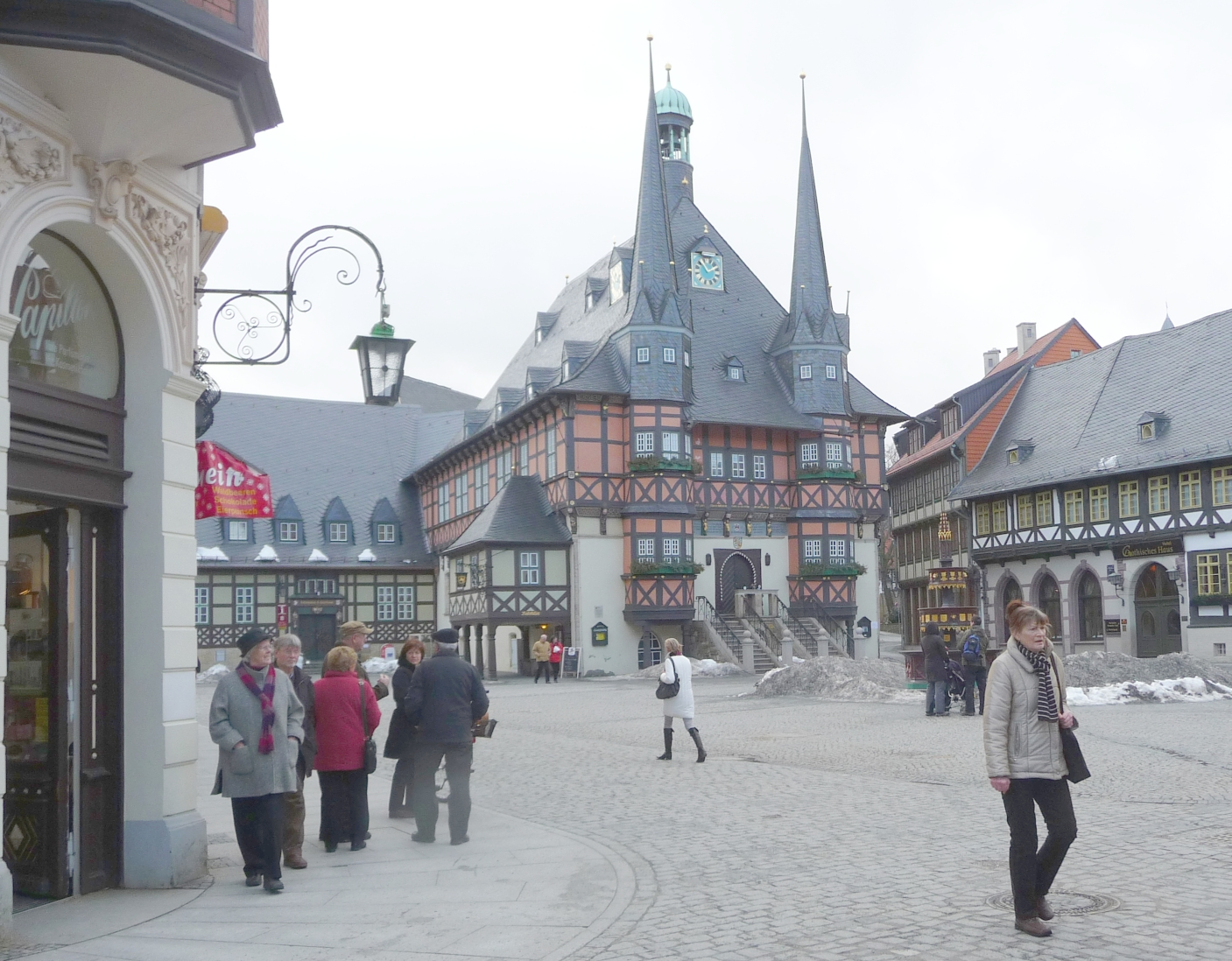
Wernigerode Rathaus.
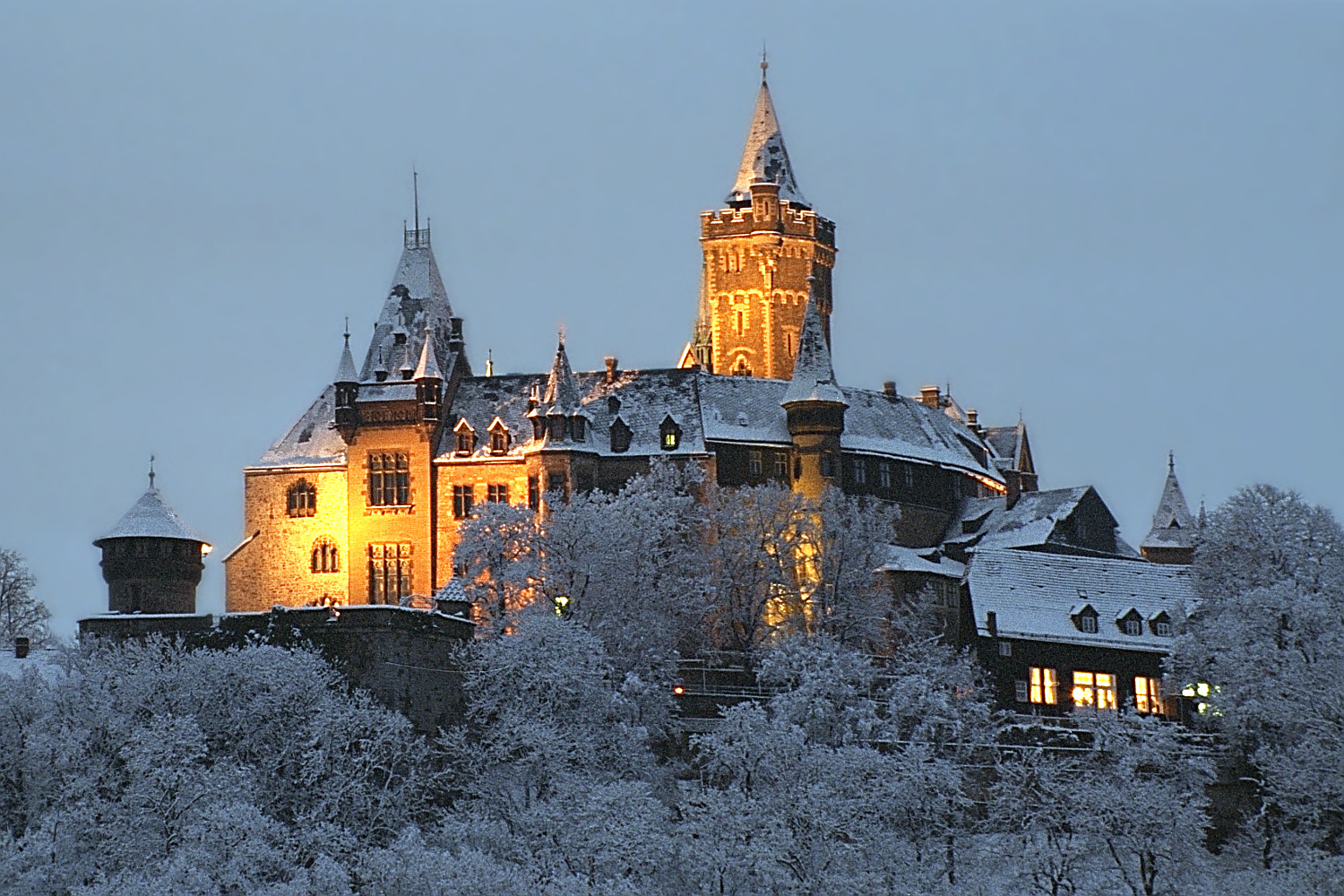
Slottet i Wernigerode.
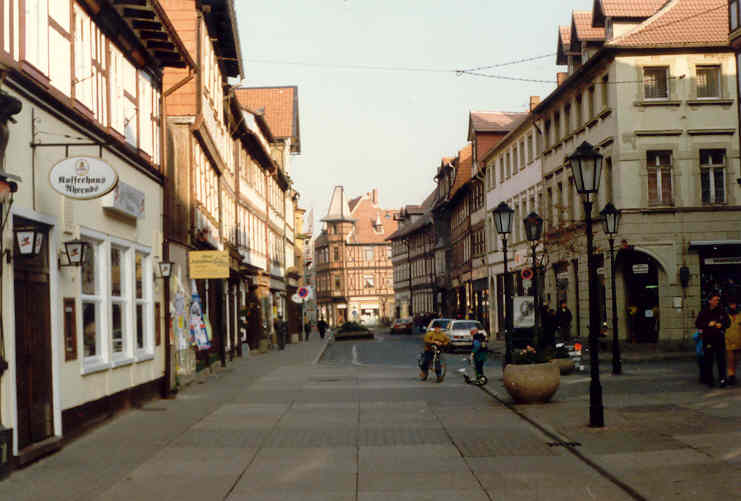
Wernigerode vid Harzbergen är en pittoresk stad.
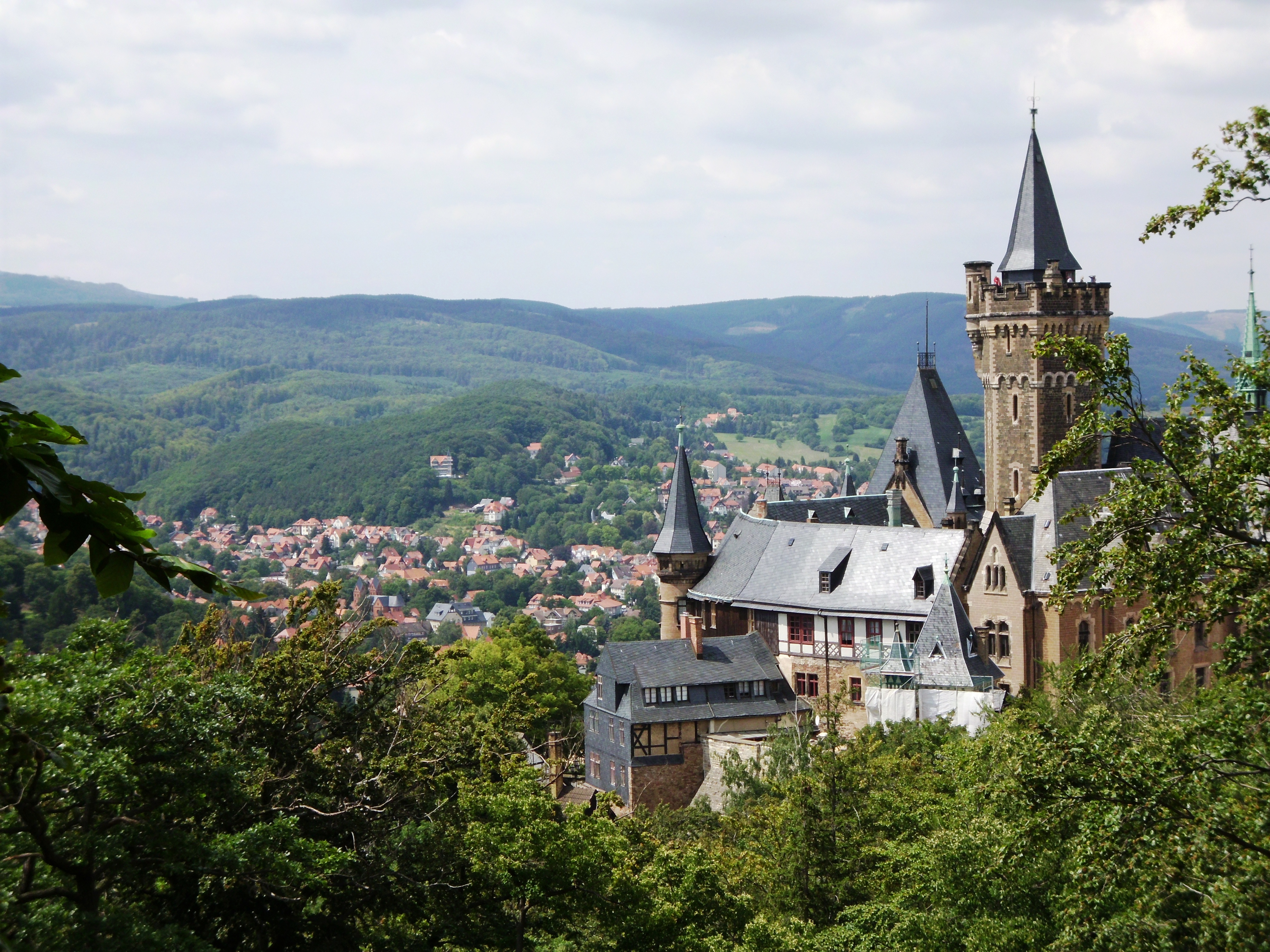

## Sport
Bundesligalaget i innebandy, Rot-Weiss Wernigerode, spelar sin hemmamatcher i Wernigerode.